# 吕宋荚蒾
吕宋荚蒾（学名：Viburnum luzonicum Rolfe）是五福花科荚蒾属的植物。分布在中南半岛、菲律宾、台灣、马来西亚以及中国大陆的云南、广西、广东、浙江、福建、江西等地，生长于海拔100公尺至700公尺的地区，常生于山坡灌丛中、山谷溪涧旁疏林及旷野路旁。

## 型態
- 灌木或小喬木，高約 2~5 公尺。
- 樹皮灰色，有細灰點。
- 單葉，對生，小枝條被短柔毛。
- 花小，白色，多數呈頂生的聚繖花序。

## 异名
- Viburnum luzonicum Rolfe var. oblongum (Kanehira et Sasaki) Li